# Empyrium
Empyrium foi uma banda alemã de neofolk formada em 1994 por Markus Stock.
A banda apresenta uma brilhante exploração da melancolia e da tristeza, com letras influenciados pelo romantismo poético, o que acarreta em letras musicais com um vocabulário muito rebuscado. Nos primeiros álbuns existe uma rara variedade e mistura do mais puro doom metal e do dark folk melódico. A partir do final da década de 1990, a banda lança dois álbuns essencialmente de vertente neofolk, sem o uso de guitarras distorcidas. No entanto, após um longo hiato sem novos álbuns de estúdio, em 2010, a banda anunciou o retorno das atividades, lançando em 2014, o álbum The Turn of the Tides.

## Integrantes

### Atuais
- Ulf Theodor Schwadorf (Markus Stock) - vocal, guitarra, baixo, bateria e percussão
- Thomas Helm - vocal, piano e teclado

### Ex-integrantes
- Andreas Bach - teclados
- Herrn Horst Faust - fagote
- Julia Hecht - violoncelo
- Nadine Mölter [esposa de Stock] - flauta e violoncelo
- Susanne Salomon - violino e viola

## Discografia

### Álbuns de estúdio
- 1996 – A Wintersunset…
- 1997 – Songs of Moors and Misty Fields
- 1999 – Where at Night the Wood Grouse Plays
- 2002 – Weiland
- 2014 - The Turn of the Tides

### Coletâneas
- 2006 – A Retrospective…

### Singles
- 2000 – "Die Schwäne Im Schilf"

### Demo
- 1995 – ...der wie ein Blitz vom Himmel fiel...

### EP
- 2002 – Drei Auszüge Aus Weiland
- 2015 - The Mill